# Andy Razaf
Andy Razaf, pseudonimo di Andriamanantena Paul Razafinkarefo (Washington, 16 dicembre 1895 – Hollywood, 3 febbraio 1973), è stato un compositore e poeta statunitense, autore di alcuni famosissime canzoni considerate pilastri della storia della musica quali Ain't Misbehavin e Honeysuckle Rose.

## Biografia
Figlio di Henri Razafkeriefo, nipote della regina Ranavalona III del regno di Imerina in Madagascar, e Jennie Razafinkarefo (nata Waller), figlia di John L. Waller, il primo console afroamericano a Imerina. Il padre perse la vita durante l'invasione del Madagascar da parte francese e sua madre di 15 anni e incinta di lui, fuggì negli Usa. Cresciuto ad Harlem, lasciò la scuola a 16 anni iniziando a lavorare come portiere in un ascensore presso  gli uffici della Tin Pan Alley. Un anno dopo scrisse il suo primo testo.
Le prime pubblicazioni di poesie da parte di Andy Razaf sono intorno al 1917-1918 sul Voice, primo giornale del Nuovo Movimento Negro. Ha collaborato con compositori Eubie Blake, Paul Denniker, Don Redman, James P. Johnson, JC Johnson, Harry Brooks e Fats Waller. Ha scritto anche i testi per classici della storia del jazz come Stompin 'at the Savoy.
Deve gran parte del suo successo grazie alla collaborazione con Fats Waller, con il quale ha dato vita a molti standard in voga in quegli anni: Ain't Misbehavin, Honeysuckle Rose, Cristopher Columbus, The Joint Is Jumpin', Willow Tree, Keepin' Out of Mischief Now e Black and Blue. La sua musica è stata ripresa anche da diversi artisti tra cui Benny Goodman, Eubie Blake e Cab Calloway.
Il suo successo è dovuto anche grazie ai suoi testi, alcuni considerati pietre miliari dalle comunità dei neri, situati al primo posto dalla società americana soprattutto per le questioni razziali. I suoi testi forniscono uno spaccato della vita dei neri a New York nella prima metà del XX secolo. Nel 1972, entra nella Hall of Fame dei cantautori.
Morì nel 1973, per un male incurabile.